# Feliks Burbon-Parmeński
Feliks Burbon-Parmeński, właśc. Felix Marie Vincent (ur. 28 października 1893 w Schwarzau, zm. 8 kwietnia 1970 na zamku Fischbach) – książę Luksemburga jako małżonek wielkiej księżnej Luksemburga, Szarlotty de Nassau.

## Życiorys
Był synem Roberta I Parmeńskiego – ostatniego panującego księcia Parmy, i jego drugiej żony – Marii Antoniny Portugalskiej. Miał 11 rodzonego rodzeństwa m.in. ostatnią cesarzową Austrii – Zytę, i 12 rodzeństwa przyrodniego m.in. królową Bułgarii – Marię Luizę.

## Małżeństwo
6 listopada 1919 w katedrze w Luksemburgu Feliks poślubił swoją kuzynkę, Szarlottę de Nassau, wielką księżnę Luksemburga. Ich matki były rodzonymi siostrami, córkami Michała I Uzurpatora, króla Portugalii, i księżniczki Adelajdy Löwenstein-Wertheim-Rosenberg.
Dziećmi Feliksa i Szarlotty byli:
- Jan, wielki książę Luksemburga w latach 1964–2000,
- Elżbieta Hilda Zyta Maria Anna Antonina Fryderyka Wilhelmina Ludwika (1922–2011), żona Franciszka księcia Hohenberg (1927–1977),
- Maria Burbon-Parmeńska[1] (ur. 21 maja 1924 na zamku Berg – zm. 28 lutego 2007), żona śląskiego arystokraty, hrabiego  Marii Karola Józefa  Henckela von Donnersmarcka (1928– 2008), syna hr. Marii Łazarza V[2] (1902–1991)[3], ostatniego pana na pałacu w Nakle Śląskim,
- Maria Gabriela (ur. 1925), żona Knuda hrabiego Holstein-Ledreborg (1919–2001),
- Karol (1927–1977), mąż Joan Dillon, córki C. Douglas Dillon, amerykańskiego sekretarza skarbu,
- Alicja Maria Anna Antonina Szarlota Gabriela (ur. 1929), żona Antoniego Marii Joachima Lamoral 14. księcia de Ligne (1925–2005).

Feliks w latach 1922–1969 był prezydentem Luksemburskiego Czerwonego Krzyża.